# Fiica lui Moș Crăciun
Fiica lui Moș Crăciun (titlu original: Santa Baby) este un film de Crăciun de televiziune de comedie fantastic din 2006 regizat de Ron Underwood. Rolurile principale au fost interpretate de actorii Jenny McCarthy, Michael Moriarty, George Wendt și Ivan Sergei. A avut premiera pe ABC Family la 10 decembrie 2006 în cadrul blocului de programe 25 Days of Christmas. Filmul este continuat de Fiica lui Moș Crăciun 2 (2009).

## Prezentare
Tânăra Mary Class (McCarthy) este o femeie de afaceri care are mare succes și care are o carieră de invidiat. Însă lumea nu știe că ea este cu adevărat fiica lui Moș Crăciun. Atunci când tatăl ei este bolnav, Mary este nevoită să renunțe la afacerile și viața sa și trebuie să se ducă la Polul Nord pentru a salva sărbătoarea Crăciunului.

## Distribuție
- Jenny McCarthy...Mary Class/Claus - fiica lui Moș Crăciun și a Crăciunesei
- Ivan Sergei...Luke Jessup
- Kandyse McClure...Donna Campbell
- George Wendt...Moș Crăciun
- Michael Moriarty...T.J. Hamilton
- Jessica Parker Kennedy...Lucy the Elf
- Tobias Mehler...Grant Foley
- Lynne Griffin...Crăciuneasa
- Sykes Powderface...Sven
- Richard Side...Gary elful
- James Higuchi...Dave elful
- Gabe Khouth...Skip elful
- Tom Carey...Bob the I.T. Guy
- Chris Enright... pilot de elicpoter
- Shannon Tuer...recepționer